# Rüdiger Patzschke
Rüdiger Patzschke (* 18. August 1967 in Heidelberg) ist ein ehemaliger deutscher Fußballspieler. Der Defensivspieler absolvierte in der Saison 1987/88 beim Bundesligaaufsteiger Karlsruher SC fünf Bundesligaspiele
.

## Laufbahn
Seine Karriere begann er in der Jugend der SG Oftersheim, zugehörig dem Nordbadischen Fußballverband und in der Nachbarschaft von Schwetzingen und Heidelberg gelegen. 1984 wechselte er zur Jugend des VfR Mannheim, wo er ein Jahr in der ersten Mannschaft spielte. Als vor der Saison 1986/87 beim Karlsruher SC in der 2. Bundesliga mit dem jungen Trainer Winfried Schäfer und Manager Carl-Heinz Rühl ein Neubeginn gestartet wurde, gehörte auch Patzschke zu den mehreren Neulingen aus dem Amateurbereich, die den Weg in das Wildparkstadion fanden. Neben Patzschke verpflichteten die Blau-Weißen noch Alexander Famulla, Joachim Keller, Arno Glesius und gaben zusätzlich den Talenten aus den eigenen Reihen mit Helmut Hermann, Martin Beer, Stefan Wimmer, Axel Kahn und Andreas Weiner Verträge für die 2. Liga. Der KSC startete mit einem 1:1-Auswärtsremis am 26. Juli 1986 beim FSV Salmrohr in die Runde; Patzschke lief vor Libero und Abwehrchef Srećko Bogdan in der Verteidigung auf. Der KSC beendete am 14. Juni 1987 mit einem 2:1-Auswärtserfolg beim 1. FC Saarbrücken die Runde und erreichte mit der Vizemeisterschaft die Bundesligarückkehr. Patzschke lief in Saarbrücken vor Torhüter Famulla und neben Mitspielern wie Lars Schmidt, Oliver Kreuzer, Bogdan, Wolfgang Trapp, Emanuel Günther, Keller, Milorad Pilipovic, Rainer Schüttler und Glesius auf und hatte insgesamt 32 Ligaspiele für den KSC absolviert. In seiner ersten Runde als Lizenzspieler stieg Patzschke mit dem KSC in die Bundesliga auf. Er absolvierte daneben auch noch drei Spiele im DFB-Pokal gegen den VfL Wolfsburg (2:2 n. V./4:1) und Blau-Weiß 90 Berlin (2:1).
Um in der Bundesliga bestehen zu können, verpflichteten die Karlsruher vor Rundenbeginn 1987/88 mit Gunther Metz, Michael Wittwer, Karl-Heinz Wöhrlin, Michael Spies, Thomas Süss, Jochen Heisig, Jörg Fuchslocher und Rainer Scharinger acht Neuzugänge. Darunter kamen mit Metz und Wöhrlin zwei Verteidiger und mit Süss und Wittwer zwei weitere Defensivakteure an den Adenauerring. Damit wurden die Einsatzchancen für Patzschke deutlich gemindert. Tatsächlich wurde er nur noch in fünf Spielen in der Bundesliga eingesetzt. Zum Einsatz wurde er gegen den FC Schalke 04 (4:1), 1. FC Kaiserslautern (1:0), VfL Bochum (0:5), Bayer Leverkusen (1:1) und den FC Bayern München am 10. Oktober 1987 bei einer 0:1-Heimniederlage gebracht.
Nach dieser Saison ging er zum SV Sandhausen in die Oberliga Baden-Württemberg und spielte noch zwei Runden im höchsten Amateurbereich an der Seite von Mitspielern wie Erwin Rupp, Georg Reiser, Rüdiger Menges und Jürgen Schmidt.